# 陆锦娟
陆锦娟（1932年7月—），生于上海，越剧女演员，擅长小生，名伶，列《中国越剧大典》名人卷，早在20世纪50年代，就獲报刊杂志以“著名演员”称之。戏迷赞其为“顶级冷面小生”。

## 简历
1941年，入陶叶科班，后因病离开。

1947年，入金龙女子科班学戏。其师为越剧男班名小生裘凤山。

1949年，参加越剧姐妹班，为头肩小生。后在合作剧团、光明越艺社、合众越剧团、天明越剧团等处演出。在当时已经拥有了她自己的戏迷群。<

1953年8月，组建飞鸣越剧团，担任团长和主要演员。

文革期间，被迫离开越剧团。

1980年，加入虹口越剧团，为主要演员，演出《山河恋》、《盘妻索妻》等剧目。但因演出《盘妻索妻》时，观众鲜花踊跃而引起风波，最终被禁演。1980年12月5日文汇报头版刊登《虹口区文化科个别负责人无视党的知识分子政策强行剥夺越剧演员陆锦娟演戏权利》揭露事实真相并声援陆锦娟的合法合理要求，但此事终究不了了之，陆依旧没能返回虹口越剧团。

1981年，至浙江省嘉兴市越剧团，演出《盘妻索妻》一剧，引起轰动，并在杭嘉湖巡演，此剧在陆离开之后，被嘉兴市越剧团小生演员张薇所继承。

1983年，至浙江舟山地区越剧团，演出《盘妻索妻》与《啼笑因缘》，再次引起轰动，巡演至杭州，由浙江电视台摄录全场视频，浙江电台录制选场录音。后摄录之全场视频被出版为VCD碟片，陆版盘妻以贴切小动作和准确角色定位著称，广为流传。至2010年9月止，江浙一带越剧民间职业剧团演出之《盘妻索妻》，大致依据此VCD版排演。

1986年，在上级领导的干预下，终于重返虹口越剧团，再次在上海共舞台演出《盘妻索妻》，盛况空前。同年，上海文化艺术报6月27日版刊登《风雅小生陆锦娟》，对此进行报道。但终因种种原因，陆锦娟息影越剧舞台。

## 艺术成就
在她的舞台生涯中，陆锦娟共演绎了近200个剧目，其中最著名的代表作有越剧《啼笑因缘》、《三请樊梨花》、《墙头马上》、《山河恋》、《盘妻索妻》等。“尤其她饰演《啼笑》中樊家树一角，炉火纯青，独树一帜，在越剧界除了四十年代姚水娟、李艳芳演出时那种盛况外，再无人可与伦比。《啼笑》在飞鸣越剧团不仅成为保留剧目，而且1957 年，1962年二度演出，每次演出达四、六个月之久，有时一天两场，连演连满。1983年陆锦娟去舟山越剧团（后改建称舟山小百花越剧团）在杭嘉湖一带又演出了《啼笑》，盛况依然如旧。”

## 代表作品
- 《啼笑因缘》
- 《墙头马上》
- 《三请樊梨花》
- 《盘妻索妻》